# Степановская (Кировская область)
 Степановская  — деревня в Афанасьевском районе Кировской области в составе Ичетовкинского сельского поселения.

## География
Расположена на расстоянии примерно 6 км на запад по прямой от райцентра поселка  Афанасьево.

## История
Известна с 1926 года как деревня Степановское, 33 хозяйства и 170 жителей, в 1950 21 и 78, в 1989 проживало 82 жителя. Настоящее название утвердилось с 1939 года .  

## Население
Постоянное население составляло 76 человека (русские 100%) в 2002 году, 76 в 2010.